# Mirage (cântec de OneRepublic)
„Mirage (for Assassin's Creed Mirage)”, sau pur și simplu „Mirage” este o piesă a formației americane de pop rock OneRepublic, lansată pentru promovarea jocului video Assassin's Creed Mirage al Ubisoft. A fost lansată prin Mosley și Interscope Records pe 22 septembrie 2023. Piesa este al cincilea single de pe al șaselea album de studio al trupei, Artificial Paradise.

## Context și compoziție
„Mirage” a fost scrisă de Ryan Tedder, Mishaal Tamer, Brendan Angelides⁠(d) și Grant Boutin. A fost produsă de Tedder și Boutin și mixată de Șerban Ghenea. Piesa a fost scrisă și produsă la Bangkok și Tokyo în patru zile, imediat după primirea solicitării pentru cântec. Tamer a fost adăugat ca vocalist după ce trupa și-a dorit să aibă un artist din Orientul Mijlociu în piesă și a fost cea mai bună alegere, întrucât era în turneu cu trupa în cadrul Artificial Paradise Tour. Într-o declarație, Tedder a descris dorința pentru cântec:
„Cei mai mulți oameni nu știu asta despre mine, dar eu și trupa mea suntem gameri în secret. După ce am făcut un turneu extins în Orientul Mijlociu, am vrut să capturez spiritul acelei regiuni și să reflectăm locația jocului sonor cât mai mult posibil... acesta a fost cu siguranță un moment de ciupit pentru a mă asigura că nu visez.”—Ryan Tedder
Versurile cântecului descriu povestea similară a Asasinilor din Assassin's Creed, cu o temă de autodeterminare purtată prin versuri. Podul lui Tamer este în arabă și, potrivit traducerii videoclipului oficial, descrie perseverența atunci când alții cedează.

## Videoclip
Un videoclip pentru „Mirage” a avut premiera pe 22 septembrie 2023 și a fost regizat de Tomás Whitmore. Videoclipul îl prezintă pe Tedder ca un Asasin cu ceilalți membri ai trupei și Tamer, cântând într-un tunel întunecat cu iluminare în mișcare și atmosferică, intercalat cu imagini cinematografice din Assassin's Creed Mirage. Videoclipul a fost filmat în Malta, aproape de momentul în care trupa a cântat la Isle of MTV, într-un tunel pe unde soldații mărșăluiau înainte de a merge la luptă.